# 烏米阿特 (阿拉斯加州)
烏米阿特（英語：Umiat）是位於美國阿拉斯加州北坡自治市鎮的一個非建制地區。該地的面積未知，沒有常住人口。
烏米阿特沒有對外公路或鐵路，只能倚靠空運或河運。它位於北極圈內，距離死馬140英里處的科威爾河畔。這裡的苔原氣候使其成為美國最冷的地方之一。每年的平均低溫甚至比烏特恰維克 (阿拉斯加州)還低。
烏米阿特沒有常駐居民。它是一座為當地飛機和直升機加油和補給的營地。營區由一間當地公司經營，夏天時會有大約10位工作兩週，休息兩週的工作人員。一年中的任何時間，都會有20至30人紮營於此。營區於5月中至9月中之間營運，並有由衛星提供的網路、新聞和娛樂服務。

## 地理
烏米阿特的座標為69°22′01″N 152°08′39″W / 69.36694°N 152.14417°W，而該地的平均海拔高度為79米（即259英尺）。

## 气候
尽管乌米阿特有一个副极地气候，柯本气候分类法为Dfc。但是它是目前为止美国年平均气温最低的一个定居点（美国年平均气温最高的是加利福尼亚州的死亡谷）。该地区年平均气温为−11.8 °C（10.8 °F），邻近的巴罗为−9.9 °C（14.2 °F），死马为−10.4 °C（13.3 °F）。最冷月是2月，月平均气温为−30.3 °C（−22.5 °F）；最热月是7月，月平均气温为12.4 °C（54.3 °F）。